# Luc Blanchet
 (octobre 2017).
Pour les articles homonymes, voir Blanchet.
Luc Blanchet (né à Paris en 1956) est un physicien français. Directeur de recherche (émérite depuis 2023) au CNRS, il travaille à l'Institut d'Astrophysique de Paris. Ancien élève de l'École polytechnique (France), il a enseigné à l'Université Pierre-et-Marie-Curie et à l'École normale supérieure (Paris). Il a été président du groupe de Physique Fondamentale du CNES. Il est membre titulaire du Bureau des longitudes.

## Biographie
Spécialiste de la relativité générale, ses travaux portent sur la théorie des ondes gravitationnelles et les méthodes d'approximations telles que le développement post-newtonien de la relativité générale. Depuis les années 1980, il a développé un formalisme qui permet de calculer, avec grande précision, les équations du mouvement et le champ d'ondes gravitationnelles émis par les systèmes binaires d'objets compacts tels que les trous noirs et les étoiles à neutrons . Les résultats de ces calculs jouent un rôle crucial dans l'analyse du signal et l'interprétation physique des ondes gravitationnelles émises par les systèmes d'objets compacts en coalescence détectés par la collaboration LIGO et Virgo (interféromètre) . La méthode post-newtonienne permet tout particulièrement de détecter et d'analyser les signaux gravitationnels des coalescences d'étoiles à neutrons telles que GW170817 , grâce à la corrélation entre le signal observé et le patron d'onde post-newtonien qui résulte des calculs théoriques.
Luc Blanchet a aussi effectué des travaux sur certains problèmes liés à la matière noire à l'échelle des galaxies (phénoménologie MOND), ainsi qu'aux tests expérimentaux de la relativité et du principe d'équivalence.
Il a reçu en 2002 le prix Langevin de Physique de l'Académie des Sciences de Paris. En 2016, il a été l'un des lauréats du prix Special breakthrough prize in Fundamental Physics pour la détection des ondes gravitationnelles, 100 ans après leur prédiction par Einstein ,. En 2018, il a reçu le prix CNES Astrophysique et Sciences Spatiales de l'Académie des Sciences de Paris et en 2020 le prix Jean-Ricard de la Société Française de Physique.
En 2023, il reçoit la Médaille Albert-Einstein décernée par la Société Albert-Einstein de Berne pour ses contributions importantes à la théorie des ondes gravitationnelles émises par les systèmes binaires compacts .